# Serres del Montdúver i Marxuquera
Serres del Montdúver i Marxuquera este o arie protejată (arie specială de conservare — SAC, sit de importanță comunitară — SCI) din Spania întinsă pe o suprafață de 7.582 ha, integral pe uscat.

## Localizare
Centrul sitului Serres del Montdúver i Marxuquera este situat la coordonatele 39°00′05″N 0°18′23″W / 39.0014°N 0.3064°V.

## Înființare
Situl Serres del Montdúver i Marxuquera a fost declarat sit de importanță comunitară în decembrie 1997 pentru a proteja 1 specie de animale. Situl a fost protejat și ca arie specială de conservare în octombrie 2020.

## Biodiversitate
Situată în ecoregiunea mediteraneană, aria protejată conține 8 habitate naturale: Păduri de Quercus ilex și Quercus rotundifolia, Păduri de Quercus suber, Pajiști carstice calcaroase sau bazofile, de Alysso-Sedion albi, Pante stâncoase calcaroase cu vegetație casmofită, Peșteri inaccesibile publicului, Matorral arborescenți cu Laurus nobilis, Pseudostepă cu ierburi și specii anuale de Thero-Brachypodietea, Tufărișuri termo-mediteraneene și de pre-deșert.
La baza desemnării sitului se află o specie protejată de  mamifere: liliac cu aripi lungi (Miniopterus schreibersii).